# 流苏卫矛
流苏卫矛（学名：Euonymus gibber）是卫矛科卫矛属的植物。分布在台湾岛以及中国大陆的海南、香港等地，生长于海拔3,000米的地区，一般生长在疏林中，目前尚未由人工引种栽培。